# Hypnum rostratum
Hypnum rostratum là một loài Rêu trong họ Hypnaceae. Loài này được (Schrad.) F. Weber & D. Mohr mô tả khoa học đầu tiên năm 1803.